# Jetline (Fluggesellschaft)
Jetline Fluggesellschaft mbh & Co.KG war eine deutsche Fluggesellschaft mit Heimatflughafen Stuttgart. Jetline war in den Bereichen Charter, Flugzeug-Management und Geschäftsflugverkehr tätig.

## Geschichte
Jetline wurde im März 2005 von den Benjamin Falkenstein und Udo Hörz gegründet und im April vom Luftfahrt-Bundesamt JAR-OPS 1 zertifiziert. Sie erhielt das AOC für die Durchführung von Flügen im Geschäftsflugverkehr und die Autorisierung zur Flugzeugwartung nach EASA Part-M.
2006 wurde der gewerbliche Betrieb mit einem Turbo-Prop-Flugzeug und einem Hubschrauber aufgenommen. Im Februar 2007 wurde die erste Cessna CitationJet in Betrieb genommen. Im September 2007 kam noch eine Cessna CitationJet dazu. 2008 wurden zwei Cessna Citation Sovereign angeschafft und zwei Citation XLS. Im April 2009 kamen ein weiterer Cessna Citation Sovereign und Citation XLS dazu.
Am 2. März 2010 wurde am Amtsgericht Esslingen das Insolvenzverfahren eröffnet.

## Flotte
- 1 Cessna CitationJet
- 2 Cessna Citation Sovereign
- 2 Citation XLS